# Moreno (município)
Moreno é um partido (município) da província de Buenos Aires, na Argentina. Possuía, de acordo com estimativa de 2019, 533.292 habitantes.